# Prima guerra anglo-olandese
La prima guerra anglo-olandese fu una guerra combattuta tra Inghilterra e Province Unite (gli attuali Paesi Bassi) dal 1652 al 1654.
Dopo il fallimento di una missione diplomatica inglese per ottenere l'unificazione del Commonwealth d'Inghilterra con la Repubblica delle Sette Province Unite, nell'ottobre del 1651 Oliver Cromwell intraprese una guerra economica. Egli fece votare dal Rump Parliament un Atto di navigazione che vietava l'accesso in Inghilterra di qualsiasi merce che non fosse trasportata o da naviglio inglese o da naviglio appartenente al Paese di provenienza delle merci stesse. L'Atto di navigazione, mentre favoriva lo sviluppo della marina mercantile inglese, era chiaramente rivolto contro gli olandesi, per i quali il trasporto delle merci di altri Paesi era una delle principali attività.

## La guerra
Nel maggio del 1652, mentre la flotta dell'ammiraglio olandese Maarten Tromp stava attraversando il canale della Manica, stava passando una nave inglese ed egli ordinò ai suoi comandanti di non abbassare la bandiera della sua nazione; pratica di identificazione che Cromwell aveva richiesto a tutte le flotte straniere nel Mare del Nord e nel canale della Manica. In risposta, l'ammiraglio Robert Blake aprì il fuoco, dando il via alla battaglia di Goodwin Sands vicino a Dover, vinta dagli inglesi.
Le Province Unite non poterono rispondere che con la guerra. Appoggiate dalla Danimarca, combatterono una serie di battaglie lungo tutto il canale della Manica: la battaglia di Plymouth in agosto, la battaglia di Kentish Knock nell'estuario del Tamigi, e la battaglia di Dungeness in dicembre, che si conclusero con la sconfitta di Blake, in quanto il Parlamento, pensando che la guerra fosse ormai vinta, aveva inviato il grosso della flotta nel Mar Mediterraneo.
Nonostante i successi, la Repubblica olandese era mal preparata per una guerra navale. A rendere le cose più complicate, sorsero delle controversie politiche sul corso d'azione da seguire: si doveva ampliare la marina olandese o si doveva dare la precedenza a misure difensive contro una possibile invasione del territorio dal mare?

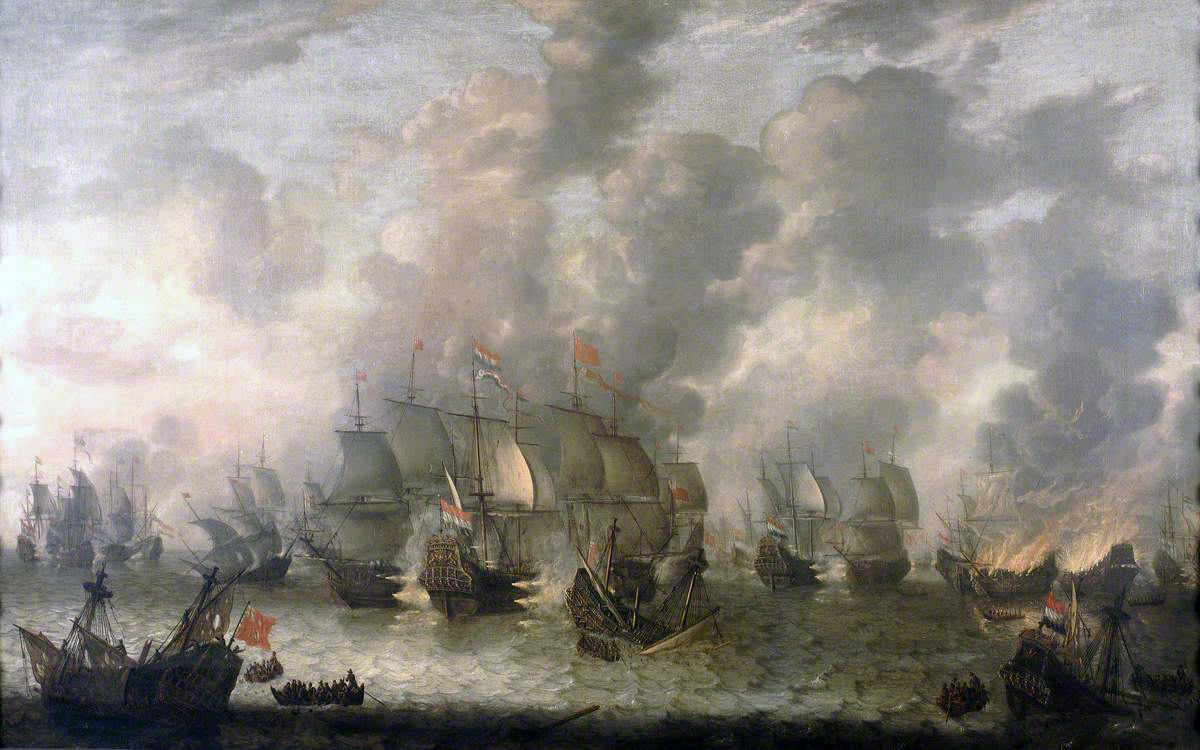
La battaglia di Scheveningen del 10 agosto 1653, dipinta nel 1654 circa da Jan Abrahamsz Beerstraaten, illustra la battaglia finale della prima guerra anglo-olandese.

Gli inglesi si mostrarono più forti nelle battaglie del 1653, come nella battaglia di Portland (tre giorni di combattimento) in marzo, la battaglia del Gabbard (o North Foreland) (12 - 13 giugno 1653), e la costosa battaglia di Scheveningen (o Texel) in agosto, dove entrambe le flotte soffrirono danni pesanti. Tromp venne ucciso in quest'ultima battaglia, il che aumentò il numero di olandesi la cui opinione era quella di porre fine alla guerra, nonostante la vittoria alla battaglia di Livorno del 14 marzo 1653. Sentimenti simili sorsero in Inghilterra, dopo che Oliver Cromwell dissolse il Rump Parliament, che era favorevole alla guerra.

## Conseguenze
I negoziati di pace terminarono il 15 aprile 1654 con la firma del trattato di Westminster, nel quale gli olandesi riconoscevano il Commonwealth e accettavano l'Atto di navigazione. I Danesi furono costretti ad aprire all'Inghilterra l'accesso al Mar Baltico e gli inglesi riuscirono a concludere vantaggiosi accordi commerciali anche con la Svezia, che con la pace di Vestfalia aveva conquistato l'egemonia sul Baltico. Dopo qualche mese il Portogallo garantì che i mercanti inglesi, durante il soggiorno nei suoi porti, sarebbero stati al riparo da qualsiasi intervento della Santa Inquisizione e assicurò loro libertà di commercio con tutte le colonie portoghesi.
In tal modo l'Inghilterra assumeva un posto di grande rilievo fra le potenze europee e conquistava addirittura il primato come potenza marinara.
La guerra era ufficialmente finita, le battaglie erano state vinte, ma la rivalità commerciale tra le due nazioni non era risolta. In particolar modo nelle colonie (entrambe avevano vasti imperi oltremare) le ostilità continuarono tra le compagnie commerciali, che avevano navi da guerra e truppe proprie. La seconda guerra anglo-olandese era già in preparazione.